# 佐倉輝美
佐倉 輝美（さくら てるみ、1938年2月5日 - 2022年1月11日）は、女子プロレスラー。本名は佐倉輝子。日本女子プロレス、国際プロレス女子部に所属した日本の女子プロレス創世期の選手として知られる。東京都足立区竹ノ塚出身。

## 経歴
学生時代は短距離を得意にし、運動神経は水泳以外は抜群だった。中学時代に柔道を経験したのち、親が新聞で目にしたプロレスラー募集広告をきっかけに東洋興業によって旗揚げされた東洋女子プロレス（媒体によっては東京女子プロレスとも表記）でデビュー。1954年に入門したが正確なデビュー日は不明。小畑千代や妹の小畑紀代よりは入門及びデビューは遅い。柔道と異なり体が大きな相手でも蹴りや小技で相手を倒せ、投げられてもうまく着地すれば次の行動や丸め込みにつなぐことがプロレスの魅力だったという。小畑からは試合中「テリー」と呼ばれ、小畑のことは「ちいちゃん」と呼ぶなど先輩後輩を越えた存在であった。
1957年に団体が解散。残った選手はコーチであった木下幸一のもと地方巡業をしたが、金回りの悪さから1958～59年に決別。小畑千代が地方興行師、米軍基地と交渉し、以降もインディペンデントとしてともに全国を回った。この時期はキャバレーやナイトクラブなどリングが置けない場所でも畳の上にマットをかける形で試合を行っている。
その後、小畑とともに日本女子プロレス、国際プロレス協会に所属し、1969年にはタッグパートナー小畑千代と共にIWWA太平洋岸タッグ王座を戴冠するなど、女子プロレス創成期を担った。1976年に36歳で引退。国際プロレス女子部のテレビ中継が終わること。ドロップキックの打点が低くなったこと。最高の試合ができなくなったことを引退理由として挙げている。引退試合は小畑千代とのシングルマッチで行われ、試合後はラッシャー木村が尊敬の念を表しリングに上がった。なお、小畑も事実上、この試合が最後となっている。
1967年から小畑と共にスナック「BARさくら」を経営。店名は佐倉の苗字から取ったものだが、店にはファビュラス・ムーアを担ぐ小畑の写真が飾れられるなど、共同経営だった。東日本大震災後の2011年3月30日に閉店。清潔、クリーンな店にこだわり、男性客が女性店員に触ることが起きれば小畑と佐倉が2人がかりで「半殺し」にした。最盛期には女性が5人、バーテンダーとして男性を一人雇う体制だった。バーの隣が花柳流・花柳登の稽古場であったこともあり、芸者衆の待合室のようにもなっていたという。インディペンデント興行時代からいわゆる暴力団親分衆との付き合いはあったものの、堅気の店としてみかじめ料の要求には一切答えず断っていた。
2018年の浅草プロレス旗揚げの際は援軍として小畑とともに賛同し、のちに来賓として応援にも駆けつけるなど小畑とともにご意見番として度々メディアに登場していたが、2022年1月11日未明に心不全で死去。享年83。

## エピソード
小畑が短髪、当時としては大柄な160センチの体躯だったのに対し、小型であでやかなロングヘアと対照的な容姿であった。またパワーファイターで真っ向勝負であった小畑に対し、俊敏で柔軟性あるファイトだった。気性に関しては小畑より激しく、現役時代はブリキバケツを頭に振り下ろす「バケツガール」として知られた。女子で凶器を常用するのは佐倉が元祖と言われる。使用のきっかけはボクシングでうがいの際に使用するバケツを腹に据えかねた際に使用したのがきっかけ。使ってみると大きな音がし、バケツもへこみ見栄えもよかったため、以降専売特許のように使用した。へこんだバケツを試合中や試合後に投げ入れることも定番だった。タッグでは先陣を切っていくことが多かったが、ピンフォールは小畑に任せることが多かった。これは小畑が当時シングル王者であることが多かったため。
当時は女子プロレスへの偏見も強く、キャバレー回りもあったことからエロとして見られることも多かった。得意とするブリッジ（を伴うスープレックス技）はテレビやスチールカメラマンを正面にしては絶対かけなかった。それでも回り込まれるなど嫌なアングルから撮られることがあり、心境を「観る男性は楽しいかもしれないけど、嫌だった」、「横から見たほうが絶対にきれいなのに」と後年振り返っている。これは同業者に対しても同様であり、女を売りにするような選手は「半殺し」にしていたという。
プロレスを永遠の恋人とする小畑と異なり、10代で出会った男性と晩年まで50年以上にわたる交際を続け、引退後は彼から贈られた6カラットのダイヤモンドの指輪を常にしていた。束縛が嫌いなため、結婚自体には興味はなかったという。

## 獲得タイトル
- IWWA太平洋岸タッグ王座

## 得意技
- ドロップキック
- カニばさみ
- 回転エビ固め
- 水吹き（密かに口に入れた水をかける挑発行為。のちにザ・グレート・カブキが毒霧として発展させる[4]）